# Universo (canal de televisión)
Universo (anteriormente conocida como GEMS, mun2 y NBC Universo) es un canal de televisión por suscripción estadounidense, que emite en inglés y español para la comunidad hispana del país. Es propiedad de NBCUniversal Telemundo Enterprises, una subisidiaria de NBCUniversal, la cual a su vez es una filial de Comcast. La cadena sirve como canal de cable complementario de la cadena de televisión abierta insignia de NBCUniversal, NBC, y, en cierta medida, de su cadena hermana en español Telemundo. 
Dirigida a adultos hispanos de entre 18 y 49 años, la mayor parte de su programación, que está diseñada para audiencias bilingües, consiste principalmente en deportes, series de televisión y reality shows, y programación musical. La cadena tiene su sede en Miami Springs, Florida, mientras que sus operaciones de control maestro se encuentran en la sede mundial de CNBC en Englewood Cliffs, Nueva Jersey, que sirve como centro de control maestro para la mayoría de los canales de cable de NBCUniversal.
La cadena fue fundada por Empresas 1BC como GEMS Televisión. En 2001, el canal fue adquirido por Telemundo y rebautizado como mun2. La red pasó a llamarse NBC Universo en febrero de 2015 para alinearla con la cadena hermana de Telemundo en idioma inglés, NBC.
Desde noviembre de 2023, Universo está disponible para aproximadamente 22,000,000 de hogares con televisión de paga en los Estados Unidos, cifra inferior a su pico de 2016 de 45,000,000 de hogares.

## Trasfondo
La cadena fue lanzada el 10 de octubre de 1993 como GEMS Televisión, bajo la administración de Empresas 1BC, su fundador. El proveedor de televisión por cable Cox Cable (ahora Cox Communications) adquirió una participación accionaria en el canal al año siguiente. La programación de la red estaba dirigida a mujeres de origen hispano o latino.

### Como mun2

Logo de mun2, usado desde 2001 hasta el 30 de enero de 2015.

En 2001, GEMS fue comprado por el Telemundo Communications Group (en ese entonces una empresa conjunta liderada por Sony Pictures Entertainment y Liberty Media) y renovó su formato de programación para apuntar a espectadores más jóvenes; pasó a llamarse mun2, un nombre elegido para reflejar los "dos mundos" en los que viven los latinoamericanos (el nombre es un juego de palabras en español entre "mundo" y el número 2, que se pronuncia como "mundos").
Su programación inicial incluía programas de la entonces compañía hermana de Telemundo, Columbia TriStar Television (ahora Sony Pictures Television), incluidas repeticiones de adaptaciones en español de Los ángeles de Charlie (Angeles) y The Dating Game que se habían emitido en Telemundo como parte de una fallida renovación de programación en 1998 en un intento de contraprogramar a su rival, Univision. Además, mun2 transmitía bloques de programación de la cadena en español de Home Shopping Network, Home Shopping Español (HSE), todos los días de 12:00 a. m. a 2:00 p. m., hora del Este.
En 2002, NBC adquirió Telemundo y mun2 de Sony Pictures y Liberty Media, y el 2 de agosto de 2004, General Electric, entonces propietarios de NBC, adquirió una participación del 80% en Universal Pictures, fusionándola con NBC para formar NBCUniversal, que luego fue adquirida por Comcast en 2011.
La serie más conocida de la cadena fue el reality show I Love Jenni, que contó la vida de la cantante de banda/ranchero Jenni Rivera. Después de su muerte en un accidente aéreo cerca de Monterrey el 9 de diciembre de 2012, la temporada final de la serie obtuvo el promedio de temporada más alto de cualquier programa original de mun2 en su historia, llegando a un total de 5.5 millones de personas en todas sus transmisiones durante las 18 semanas que duró la temporada. También se clasificó como el programa número 1 entre todas las cadenas de cable hispanas en cada grupo demográfico clave durante su estreno el domingo por la noche. El tráfico bajo demanda de la serie aumentó, con más de ocho millones de interacciones en mun2.tv y más de un millón de vistas de video bajo demanda.

### Como Universo

Logo usado hasta el 17 de enero de 2017.

El 24 de diciembre de 2014, NBCUniversal anunció que relanzaría mun2 como NBC Universo el 1 de febrero de 2015, para coincidir con la transmisión en español del Super Bowl XLIX. El relanzamiento de la cadena bajo el nombre de NBC y el logotipo del pavo real fue diseñado para reflejar el compromiso de la emisora con el mercado de la televisión en español.
Ocho meses antes del anuncio del relanzamiento, en la presentación inicial de NBCUniversal Hispanic Enterprises and Content en el Frederick P. Rose Hall de Nueva York el 13 de mayo de 2014, la compañía anunció que NBC Universo renovaría su programación. La nueva alineación aumentaría su enfoque en la cobertura deportiva (que incluyó la reorganización de la división de deportes de Telemundo como Telemundo Deportes, una rama de la división en inglés NBC Sports), principalmente en preparación para su transmisión de los Juegos Olímpicos de Verano de 2016 y su adquisición de los derechos de cable en español para los torneos de la FIFA (como la Copa Mundial de Fútbol de 2018), que comenzó con la Copa Mundial de Fútbol Sub-20 de 2015.
En febrero de 2017, el nombre del canal se acortó a Universo como parte de una renovación de marca.

## Programación
La programación de Universo consiste en deportes, series dramáticas con guiones originales, series de telerrealidad centradas principalmente en celebridades hispanas populares, películas, videos musicales y programas de revistas relacionados con la música; también transmite series originadas en Telemundo y redes operadas como parte de la división hermana NBCUniversal Cable, compuesta por series originales de las redes hermanas Syfy y USA Network, que incorporaron subtítulos en español. Para reflejar su audiencia, Universo no transmite exclusivamente programación en español, sino que transmite una mezcla de programas presentados en inglés, doblados al español e implementando subtítulos en español, y programas presentados indistintamente en ambos idiomas.
La programación musical de la cadena durante su existencia como mun2 consistía generalmente en una mezcla de vídeos musicales en inglés y español de una variedad de géneros. A principios de abril de 2009, mun2 introdujo dos nuevos programas orientados a los vídeos musicales llamados Indie y Nuevo (un programa centrado más en artistas independientes, que desde entonces ha sido cancelado) y The Urban Tip (centrado en vídeos de R&B, rap y reguetón). A fines de diciembre de 2009, la cadena abandonó su bloque nocturno de infomerciales que se transmitía diariamente de 3:00 a 6:00 a. m., hora del Este, y lo reemplazó con programación adicional de videos musicales, ya sea en forma de Reventon Mix (centrado en música latina contemporánea de fiesta) o Morning Breath (con una selección de videos de varios artistas). En enero de 2010, la cadena también comenzó a transmitir un bloque semanal de largometrajes los viernes por la noche.

### Programación deportiva
Universo cuenta con programación deportiva en español como parte de la filial Telemundo Deportes del NBC Sports Group. Desde la Copa Mundial Femenina de Fútbol de 2015, Universo es el titular de los derechos de cable en español de los torneos de la FIFA hasta 2026.
En enero de 2010, NBCUniversal anunció que el canal continuaría transmitiendo partidos de la Liga MX (bajo la marca Fútbol Mexicano); la mayoría de los juegos emitidos hasta esa fecha eran transmisiones en inglés de partidos presentados en las transmisiones de Fútbol Estelar de Telemundo. En febrero de 2010, mun2 estrenó mun2 Sports Arena, un programa de noticias deportivas de media hora que se transmitía los domingos por la noche. La cadena tenía los derechos en inglés para un partido de clasificación para la Copa Mundial de Fútbol de 2010 entre Estados Unidos y México el 12 de agosto de 2009. mun2 ofreció una vista previa gratuita para el día del partido.
El 23 de julio de 2013, NBC Sports anunció que Telemundo y mun2 transmitirían eventos de NASCAR en español a partir de 2015, como parte del nuevo acuerdo de derechos de NBC para cubrir la segunda mitad de la temporada de la Cup Series y la Xfinity Series. Como preludio al nuevo contrato, mun2 transmitió el evento inaugural de la Toyota Series, la serie mexicana de NASCAR, en el Phoenix International Raceway durante el fin de semana de The Profit en CNBC 500 el 28 de febrero de 2014.A través del contrato de NBC Sports para televisar la Premier League, el canal comenzó a tener transmisiones simultáneas en español de partidos selectos transmitidos en inglés por NBCSN durante la temporada 2013-14.
A través del acuerdo de derechos de NBC con la NFL, mun2 tuvo su primera transmisión simultánea en español de un juego de la NFL, transmitiendo un partido del Día de Acción de Gracias entre los Seattle Seahawks y los San Francisco 49ers el 27 de noviembre de 2014; el canal renombrado ha servido como transmisor en español del Super Bowl durante los años en que NBC posee los derechos. NBC había propuesto usar a Telemundo para actuar como socio de transmisión simultánea en español durante los años posteriores a su compra de la cadena en 2001, pero esto no ocurrió hasta el acuerdo de la Premier League.
Desde el Torneo Guard1anes 2020 de la Liga MX, Universo transmite los partidos como local del Club Deportivo Guadalajara de dicho torneo como parte de la división Telemundo Deportes junto a Telemundo y su servicio de streaming hermano Peacock.

## Logotipos

Logo Mun2 utilizado desde el 10 de octubre de 2001 hasta el 31 de enero de 2015.
Logotipo de NBC Universo utilizado desde el 1 de febrero de 2015 hasta el 17 de enero de 2017.
Logo de Universo utilizado desde el 17 de enero de 2017 hasta la actualidad.